# クラウス・トップメラー
クラウス・トップメラー（Klaus Toppmöller, 1951年8月12日 - ）は、ドイツの元サッカー選手。サッカー指導者。

## 略歴
- 1972年 :  1.FCカイザースラウテルンに入団、FWとして1980年までに204試合に出場し108得点を記録する
- 1976年 :  西ドイツ代表に選出、1979年に退くまでスペイン戦、マルタ戦、トルコ戦の計3試合に出場。
- 1980年 :  北米サッカーリーグのダラス・トルネードへ移籍。
- 1984年 :  北米リーグが解散した事でドイツに帰国。ブンデスリーガ2部のFSV　Salmrohrへ移籍。
- 1984年 : 現役引退。FSV Salmrohrで監督としてのキャリアをスタートさせる。暫くは下部リーグでの指導が続く。
- 1993年 : アイントラハト・フランクフルトの監督に就任。しかし成績不振から翌年4月10日に解雇される。
- 1994年 : VfLボーフムの監督に就任。
- 1997年 : 1997-98シーズンのUEFAカップでベスト16に導く。
- 2000年 : 11月29日にボーフムを解雇。
- 2001年 : 7月1日、バイエル・レバークーゼンの監督に就任。
- 2002年 : 2001-02シーズンのドイツ・ブンデスリーガ2位、DFBポカール準優勝、UEFAチャンピオンズリーグ準優勝に導き、その年のドイツ年間最優秀監督賞を受賞。
- 2003年 : 2月16日、成績不振によりレバークーゼンを解雇。同年10月23日にハンブルガーSVの監督に就任。
- 2004年 : 10月17日、成績不振によりハンブルガーSVを解雇。
- 2006年 : 2月1日、ジョージア代表監督に就任。
- 2007年 : 1.FCカイザースラウテルンの監査役の一人になるものの、わずか6週間後に辞任。
- 2008年 : ジョージア代表監督を辞任。

## 選手経歴
- 1972 - 1980 :  1.FCカイザースラウテルン
- 1980 - 1984 :  ダラス・トルネード
- 1984 - 1987 :  FSV Salmrohr

## 指導者経歴
- 1987 - 1988 :  FSV Salmrohr
- 1988 - 1990 :  SSVウルム1846
- 1990 - 1991 :  FCエルツゲビルゲ・アウエ
- 1991 - 1993 :  SVヴァルドホーフ・マンハイム
- 1993 - 1994 :  アイントラハト・フランクフルト
- 1994 - 1999 :  VfLボーフム
- 2001 - 2003 :  バイエル・レバークーゼン
- 2003 - 2004 :  ハンブルガーSV
- 2006 - 2008 :  ジョージア代表

## エピソード
- ドイツ社会民主党の党員でもある。
- 1977年に結婚し、3人の子供に恵まれた。
- 1979年に誕生した長女のサラ＝ニーナは臨時教師を務める傍ら、Zaraninaの名で歌手として活躍する。
- 1980年に誕生した長男のディノ・トップメラーはブンデスリーガ2部のキッカーズ・オッフェンバッハなどに所属しFWとしてプレーした後、指導者に転身。2023-24シーズンにアイントラハト・フランクフルトの監督に就任した。名前は往年の名GK、ディノ・ゾフから拝借している。